# La Cumbre de la Campana
La Cumbre de la Campana är en ort i Mexiko.   Den ligger i kommunen San Bartolo Tutotepec och delstaten Hidalgo, i den sydöstra delen av landet, 150 km nordost om huvudstaden Mexico City. La Cumbre de la Campana ligger 1 032 meter över havet och antalet invånare är 116.
Terrängen runt La Cumbre de la Campana är kuperad åt sydväst, men åt nordost är den bergig. Runt La Cumbre de la Campana är det ganska tätbefolkat, med 149 invånare per kvadratkilometer. Närmaste större samhälle är Huehuetla, 13,6 km nordost om La Cumbre de la Campana. Omgivningarna runt La Cumbre de la Campana är en mosaik av jordbruksmark och naturlig växtlighet.